# Jalil Anibaba
Jalil Anibaba (Fullerton, 19 ottobre 1988) è un ex calciatore statunitense, di ruolo difensore.

## Palmarès

### Club

#### Competizioni nazionali
- U.S. Open Cup: 1

Seattle Sounders: 2014
- MLS Supporters' Shield: 1

Seattle Sounders: 2014